# Ifjúság (folyóirat)
Ifjúság "diákok, diáklányok, vén diákok szépirodalmi és művészeti képes folyóirata". Vértes Imre szerkesztésében s a Szociális Missziótársulat kiadásában 1921 októberétől Kolozsvárt látott napvilágot félhavonként. Később július és augusztus kivételével minden hónapban megjelent. Az 1923–24-es tanévben Temesvárt szerkesztették és adták ki, főszerkesztőként Réthy Imre, felelős szerkesztőként Schiff Béla jegyezte. 1925-től az ismét Kolozsvárt megjelenő folyóiratot B. Adorján Jenő szerkesztette, aki 1926-tól beolvasztotta az ugyancsak általa szerkesztett Véndiákok Lapjába.
Számos verset, elbeszélést, novellát és ismeretterjesztő írást közölt. Munkatársa volt többek között Benedek Elek, Csűrös Emília, Dsida Jenő, Faragó János, Gyalui Farkas, id. Kubán Endre, Molter Károly, Ormos Iván, Reményik Sándor, Szabolcska Mihály, Szabó Sámuel, id. Szemlér Ferenc, Walter Gyula.